# Апальков, Даниил Юрьевич
Дании́л Ю́рьевич Апа́льков (род. 1 января 1992, Магнитогорск, Челябинская область) — российский хоккеист, нападающий.

## Карьера
Воспитанник магнитогорского «Металлурга», занятия хоккеем начал в 5 лет, первый тренер — Сергей Девятков. Трёхкратный чемпион России среди юношеских клубных команд (дважды в составе «Металлург»-92 и один раз в составе «Металлург»-91), дважды серебряный призёр этих соревнований; двукратный чемпион Открытого первенства сборных команд Федеральных округов, ещё дважды серебряный медалист этих соревнований; серебряный призёр Кубка Третьяка (в составе «Металлурга»-91).
В 2009—2011 годах выступал за молодёжный клуб «Металлурга» «Стальные лисы», в 2010—2011 годах капитан команды; обладатель Кубка Харламова 2010, серебряный медалист 2011; выиграл Кубок вызова МХЛ 2011. В сезоне 2010/2011 в 8 матчах выходил на лёд и за основную команду «Металлург».
Участник чемпионата мира среди юношей 2010. Капитан молодёжной сборной России на Subway Super Series 2011.
8 ноября 2011 года перешёл в ярославский «Локомотив», начавший 12 декабря выступления в ВХЛ.
23 декабря 2011 года вошёл в окончательный состав молодёжной сборной России для участия в молодёжном чемпионате мира 2012, с которой стал серебряным призёром чемпионата мира.
«Локомотив» вернулся в КХЛ в сезоне 2011/2012, а Апальков по итогам матчей в составе «Локомотива» за сентябрь 2011 года был признан лучшим новичком КХЛ. За 10 игр в сентябре он забросил три шайбы и отдал одну голевую передачу, заработав показатель полезности «+3».
23 декабря 2019 года «Локомотив» обменял Апалькова в «Динамо» (Москва). Нападающий сыграл только в 6-и матчах за новую команду, после чего получил серьезную травму, из-за которой пропустил оставшуюся часть сезона. В мае 2020 года в качестве свободного агента подписал однолетний контракт с «Сочи».

## Статистика
| Легенда | Легенда                    | Легенда | Легенда                   | Легенда | Легенда    |
| ------- | -------------------------- | ------- | ------------------------- | ------- | ---------- |
| И       | Количество проведённых игр | Штр     | Штрафное время            | +/−     | Плюс-минус |
| Г       | Голы                       | П       | Голевые передачи          | О       | Очки       |
| -       | Статистика неизвестна      | —       | Статистика не учитывалась |         |            |

## Достижения
| Год        | Команда             | Достижение                                    | Достижение |
| ---------- | ------------------- | --------------------------------------------- | ---------- |
| 2010       | Стальные Лисы       | Обладатель Кубка Харламова                    |            |
| 2011       | Стальные Лисы       | Серебряный призёр МХЛ                         |            |
| 2012       | Россия (мол.)       | Серебряный призёр молодёжного чемпионата мира |            |
| 2014, 2017 | Локомотив Ярославль | Бронзовый призёр чемпионата России / КХЛ (2)  |            |

| Год  | Команда             | Достижение                    | Достижение |
| ---- | ------------------- | ----------------------------- | ---------- |
| 2011 | Стальные Лисы       | Участник Матча всех звёзд МХЛ |            |
| 2016 | Локомотив Ярославль | Участник Матча всех звёзд КХЛ |            |